# Acutandra lucasi
Acutandra lucasi – gatunek chrząszcza z rodziny kózkowatych i podrodziny pędeli (Parandrinae).
Gatunek ten został opisany w 2012 roku przez Thierry'ego Bouyera, Alaina Drumonta i Antonia Santosa-Silvę, którzy jako miejsce typowe wskazali Kasuo w Kiwu Północnym.
Kózka o ciele długości od 21,8 mm do 30,2 mm. Ubarwiona czarniawo z ciemnobrązową głową i spodem ciała. Głowa za oczami wyraźnie wydłużona. Zewnętrza strona żuwaczek u nasady umiarkowanie prosta, nienabrzmiała. Obszar między nadustkiem a przegubami z gładki, bez wgłębienia. Czułki o stosunkowo długim członie jedenastym. Pokrywy punktowane grubo i wyraźnie, a żeberka na nich słabo zaznaczone. Tylne golenie bez ząbków między zębem górnym a środkowym. Tylne stopy nie są wyraźnie wydłużone.
Chrząszcz afrotropikalny, endemiczny dla Demokratycznej Republiki Konga.